# Joana de París
 Joana de París  (original: Joan of Paris) és una pel·lícula estatunidenca dirigida per Robert Stevenson, estrenada el 1942 i doblada al català.

## Argument
Durant la Segona Guerra Mundial, el 1941, un aparell de reconeixement de la Royal Air Force, en missió sobre França, és abatut prop de París. Els seus cinc ocupants, acorralats pels soldats de la Wehrmacht, aconsegueixen arribar a la capital. Entre ells (a més a més de «Baby» - greument ferit per un tret enemic -, Robin, Splinter i Geoffrey), es troba l'aviador francès Paul Lavallier que ha reunit a Anglaterra les Forces franceses lliures de la França Lliure. Intentant contactar els serveis secrets britànics a París, sol·licita l'ajuda del seu antic professor de llatí, el pare Antoine, sacerdot a l'Església Saint-Julien, place Jeanne d'Arc. A més a més, seguit des del Cafè Langlars (davant de l'església) per un agent de la Gestapo, Paul es refugia al pis de Jeanne, una jove cambrera del cafè. En principi reticent, accepta d'anar a portar un missatge a la Senyoreta Rosay, una institutriu en contacte amb els serveis secrets, per tal d'organitzar lna tornada a Anglaterra. Mentre el pla d'evacuació dels cinc aviadors s'organitza, Jeanne i Paul s'enamoren un de l'altre. Però el setge s'estreny, orquestrat pel cap de la Gestapo, Herr Funk.

## Repartiment
- Michèle Morgan:[2] Jeanne
- Paul Henreid: Paul Lavallier
- Thomas Mitchell: El pare Antoine
- Laird Cregar: Herr Funk
- May Robson:[3] Srta. Rosay
- Alexander Granach: L'agent de la Gestapo
- Alan Ladd:  'Baby'
- Jack Briggs: Robin
- James Monks: Splinter
- Richard Fraser: Geoffrey
- Paul Weigel: El conserge de l'escola
- John Abbott: L'agent anglès

I, entre els actors que no surten als crèdits:
- Hans Conried: El segon agent de la Gestapo

## Nominacions
- Oscar a la millor banda sonora 1943 per	Roy Webb